# Йеппссон, Симон
Симон Оссиан Йеппссон (швед. Simon Ossian Jeppsson, род. 15 июля 1995 года, Лунд) — шведский гандболист, выступающий за немецкий клуб «Эрланген» и сборную Швеции. Серебряный призёр чемпионата Европы 2018 года.

## Карьера

### Клубная
Симон Йеппссон начинал профессиональную карьеру в шведском клубе «Луги» из родного Лунда. В 2017 году Йеппссон перешёл в немецкий клуб «Фленсбург-Хандевитт». В 2020 году перешёл в «Эрланген».

### В сборной
Симон Йеппссон выступает за сборную Швеции с 2016 года. Участник чемпионатов мира 2017 и 2019 годов и чемпионатов Европы 2018 и 2020 годов. Сыграл за сборную 57 матчей и забросил 101 мяч.

## Награды
- Чемпион Германии: 2018
- Серебряный призёр чемпионата Европы: 2018

## Статистика
Статистика Симона Йеппссона в сезоне 2018/19 указана на 11.6.2019
| Сезон          | Клуб                | Лига       | Матчи | Голы | 7-метр | Голы |
| -------------- | ------------------- | ---------- | ----- | ---- | ------ | ---- |
| 2017—2018      | Фленсбург-Хандевитт | Бундеслига | 27    | 34   | 3      | 31   |
| 2018—2019      | Фленсбург-Хандевитт | Бундеслига | 34    | 43   | 0      | 43   |
| 2017 — по н.в. | Итого               | Бундеслига | 61    | 77   | 3      | 74   |